# Haematobosca wooffi
Haematobosca wooffi är en tvåvingeart som först beskrevs av Zumpt 1969.  Haematobosca wooffi ingår i släktet Haematobosca och familjen husflugor.
Artens utbredningsområde är Uganda. Inga underarter finns listade i Catalogue of Life.